# Ronde van Frankrijk 2013/Elfde etappe

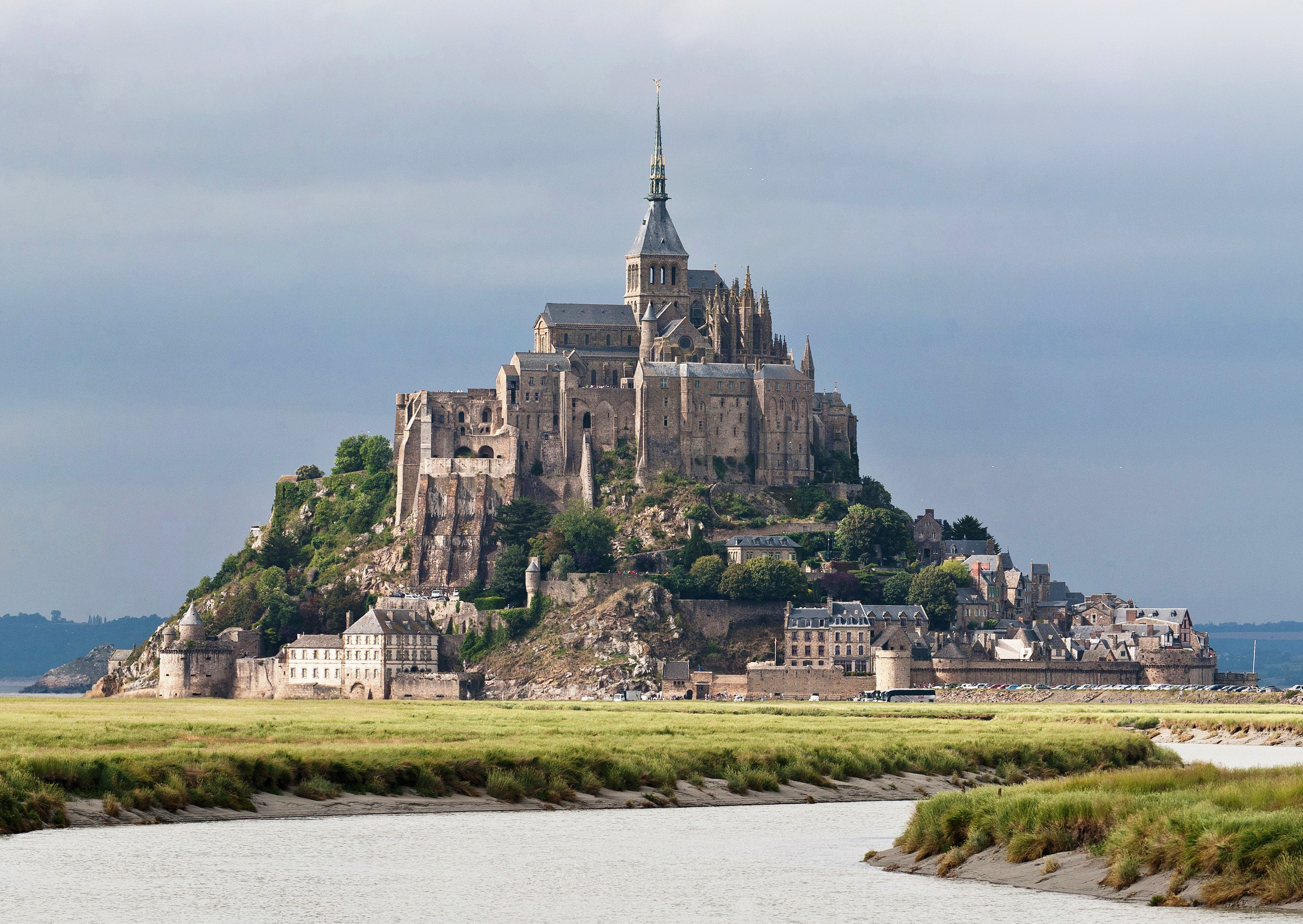
Mont Saint-Michel

De elfde etappe van de Ronde van Frankrijk 2013 werd verreden op woensdag 10 juli 2013. het was een individuele tijdrit over een afstand van 33 kilometer van Avranches naar Le Mont Saint-Michel.

## Parcours
Het was een individuele tijdrit zonder beklimmingen en zonder tussensprints. In Ducey en Courtils werden er voorlopige tussenstanden opgemeten.

## Verloop
Om 10u28 startte rode lantaarn Dmitri Moeravjov als eerste. De eerste richttijd voor de favorieten werd gezet door de Canadees Svein Tuft met 38'04". De Belg Thomas De Gendt dook als eerste onder deze tijd met een tijd van 37'30". Wereldkampioen Tony Martin startte 2 minuten na De Gendt en zette een nieuwe toptijd neer: 36'29". Een van de favorieten voor het podium voor de Tour begon, Tejay van Garderen, scoorde de tweede tijd bij de eerste tussentijdmeting, maar viel verderop in de tijdrit ver terug. Richie Porte zette de eerste richttijd van de favorieten neer. Hij eindigde in 37'50, waarmee hij op dat moment derde stond achter Martin en De Gendt. Sylvain Chavanel scoorde goede tussentijden, en werd uiteindelijk met 38'06 vijfde in de tussenstand, achter voornoemde rijders en Svein Tuft.
Na de doorkomst van Michał Kwiatkowski aan het eerste tussenpunt werd de volledige top 3 bezet met renners van Omega Pharma-Quick Step. Kwiatkowski stond daar derde, achter Chavanel en Martin. De rijders die tussen Chavanel en Kwiatkowski waren gestart, maakten geen grote indruk, ook gekende tijdrijders als Michael Rogers en Cadel Evans wisten niet de top 10 in de tussenstand te behalen. Kwiatkowski nestelde zich met een tijd van 38'00" op de voorlopig vierde plaats in de eindstand, wat uiteindelijk voldoende bleek om de leiding in het jongerenklassement over te nemen van Nairo Quintana.
Bij de eerste tussenstand was Chris Froome als laatste rijder de snelste, 1 seconde sneller dan Martin. De overige rijders in de top van het klassement hadden geem grote onderlinge verschillen. Ook bij de tweede tussentijd is het beeld hetzelfde: Froome is 2 seconden sneller dan Martin, en Valverde, Mollema, Ten Dam, Kreuziger en Contador zeer dicht bij elkaar, rond plaats 10 tot 15. Aan de finish hadden Kreuziger en Contador Ten Dam ingehaald. Mollema finishte in 38'24", en was daarmee uiteindelijk elfde en met uitzondering van Froome de beste van de top tien uit het klassement. Op de finish was Froome met 36'41" 12 seconden achter Martin, die daarmee alsnog etappewinnaar was.

### Tussenstanden
| Tussenstand punt 1 Ducey (9,5 km) |                  |                        |        |
| Plaats                            | Naam             | Ploeg                  | Tijd   |
| 1                                 | Chris Froome     | Sky ProCycling         | 10'20" |
| 2                                 | Tony Martin      | Omega Pharma-Quickstep | + 1"   |
| 3                                 | Sylvain Chavanel | Omega Pharma-Quickstep | + 8"   |
|                                   |                  |                        |        |
| 6                                 | Lars Boom        | Belkin Pro Cycling     | + 23"  |
| 8                                 | Thomas De Gendt  | Vacansoleil-DCM        | + 24"  |

| Tussenstand punt 2 Courtils (22 km) |                 |                        |         |
| Plaats                              | Naam            | Ploeg                  | Tijd    |
| 1                                   | Chris Froome    | Sky ProCycling         | 24'40"  |
| 2                                   | Tony Martin     | Omega Pharma-Quickstep | + 2"    |
| 3                                   | Thomas De Gendt | Vacansoleil-DCM        | + 41"   |
|                                     |                 |                        |         |
| 9                                   | Tom Dumoulin    | Argos-Shimano          | + 1'13" |

## Uitslagen
| Rituitslag Avranches - Mont Saint-Michel (33 km) |                      |                        |         |
| Plaats                                           | Naam                 | Ploeg                  | Tijd    |
| Winnaar                                          | Tony Martin          | Omega Pharma-Quickstep | 36'29"  |
| 2                                                | Chris Froome         | Sky ProCycling         | + 12"   |
| 3                                                | Thomas De Gendt      | Vacansoleil-DCM        | + 1'01" |
| 4                                                | Richie Porte         | Sky ProCycling         | + 1'21" |
| 5                                                | Michał Kwiatkowski   | Omega Pharma-Quickstep | + 1'31" |
| 6                                                | Svein Tuft           | Orica-GreenEdge        | + 1'35" |
| 7                                                | Sylvain Chavanel     | Omega Pharma-Quickstep | + 1'37" |
| 8                                                | Jérémy Roy           | FDJ.fr                 | + 1'43" |
| 9                                                | Tom Dumoulin         | Argos-Shimano          | + 1'45" |
| 10                                               | Jonathan Castroviejo | Team Movistar          | + 1'52" |

## Klassementen
| Algemeen Klassement |                        |                        |           |
| Plaats              | Naam                   | Ploeg                  | Tijd      |
| Gele trui           | Chris Froome           | Sky ProCycling         | 42u29'24" |
| 2                   | Alejandro Valverde     | Team Movistar          | + 3'25"   |
| 3                   | Bauke Mollema          | Belkin Pro Cycling     | + 3'37"   |
| 4                   | Alberto Contador       | Team Saxo-Tinkoff      | + 3'54"   |
| 5                   | Roman Kreuziger        | Team Saxo-Tinkoff      | + 3'57"   |
| 6                   | Laurens ten Dam        | Belkin Pro Cycling     | + 4'10"   |
| 7                   | Michał Kwiatkowski     | Omega Pharma-Quickstep | + 4'44"   |
| 8                   | Nairo Quintana         | Team Movistar          | + 5'18"   |
| 9                   | Rui Costa              | Team Movistar          | + 5'37"   |
| 10                  | Jean-Christophe Péraud | AG2R-La Mondiale       | + 5'39"   |
|                     |                        |                        |           |
| 19                  | Maxime Monfort         | RadioShack-Leopard     | +10'16"   |

| Ploegenklassement |                    |            |
| Plaats            | Ploeg              | Tijd       |
|                   | Team Movistar      | 126u47'47" |
| 2                 | Team Saxo-Tinkoff  | + 4'34"    |
| 3                 | Belkin Pro Cycling | + 6'06"    |
| 4                 | AG2R-La Mondiale   | + 11'53"   |
| 5                 | RadioShack-Leopard | + 16'03"   |
| 6                 | Euskaltel-Euskadi  | + 19'25"   |
| 7                 | Team Katjoesja     | + 23'25"   |
| 8                 | BMC Racing Team    | + 32'58"   |
| 9                 | Team Garmin-Sharp  | + 33'33"   |
| 10                | Sky ProCycling     | + 44'00"   |

## Nevenklassementen
| Puntenklassement |                  |                        |        |
| Plaats           | Naam             | Ploeg                  | Punten |
| Groene trui      | Peter Sagan      | Cannondale             | 269    |
| 2                | André Greipel    | Lotto-Belisol          | 186    |
| 3                | Mark Cavendish   | Omega Pharma-Quickstep | 166    |
|                  |                  |                        |        |
| 8                | Danny van Poppel | Vacansoleil-DCM        | 87     |
| 14               | Thomas De Gendt  | Vacansoleil-DCM        | 48     |

| Bergklassement |                 |                    |        |
| Plaats         | Naam            | Ploeg              | Punten |
| Bolletjestrui  | Pierre Rolland  | Europcar           | 49     |
| 2              | Chris Froome    | Sky ProCycling     | 33     |
| 3              | Richie Porte    | Sky ProCycling     | 28     |
|                |                 |                    |        |
| 8              | Thomas De Gendt | Vacansoleil-DCM    | 14     |
| 16             | Bauke Mollema   | Belkin Pro Cycling | 8      |

| Jongerenklassement |                    |                        |           |
| Plaats             | Naam               | Ploeg                  | Tijd      |
| Witte trui         | Michał Kwiatkowski | Omega Pharma-Quickstep | 42u34'08" |
| 2                  | Nairo Quintana     | Team Movistar          | +34"      |
| 3                  | Romain Bardet      | AG2R-La Mondiale       | +6'53"    |
|                    |                    |                        |           |
| 10                 | Tom Dumoulin       | Argos-Shimano          | +41'28"   |
| 29                 | Sep Vanmarcke      | Belkin Pro Cycling     | +1u46'21" |